# ورم حليمي ركودي
الورم الحليمي الركودي هو مرض يتميز بالاحتقان المزمن للأطراف، مع انقطاع الدورة الدموية في منطقة معينة من الجسم. يؤدي هذا الاحتقان والالتهاب إلى انسداد مزمن في الجهاز اللمفاوي. ويتميز عادةً بظهور حطاطات عديدة. قد تتراوح الإصابات من حطاطات صغيرة إلى كبيرة بلون بني أو وردي، وقد تكون ناعمة أو مفرطة التقرن. أكثر المناطق التي تحدث فيها الإصابات شيوعًا هي الجزء الخلفي من القدمين وأصابع القدمين والساقين والمنطقة المحيطة بالقرحة الوريدية المتكونة في الأطراف، على الرغم من أن الأخيرة هي الأندر على الإطلاق. تشمل هذه الإصابات انتفاخ الجلد (سماكة الجلد) والوذمة اللمفية والداء الثؤلولي الليمفاوي وداء الفيل. يمكن أن يكون المرض إما موضعيًا أو معممًا، نسبة حدوث الشكل الموضع 78% من الحالات. يشمل العلاج التدخل الجراحي والصيدلاني، تشمل مؤشرات الإزالة الجزئية الوذمة الليمفاوية الليفية المتقدمة وداء الفيل. على الرغم من وجود علاج لهذه الحالات، لكن يمكن معاكسة الوذمة الوريدية المزمنة التي تنتج عن الورم الحليمي الركودي جزئيًا فقط. يتأثر الجلد أيضًا ويكون علاجه باستئصال الجلد والأنسجة تحت الجلد. من الآثار الجانبية لهذا الإجراء تدمير الأوعية اللمفاوية الجلدية الموجودة، ويفاقم ذلك خطورة الورم الحليمي ونخر الجلد وتفاقم الوذمة.
تؤدي جميع المسببات إلى الإصابة بتكوُّن لمفاوي جلدي موضعي. لوحظ تباين أقصى بعد استئصال الأنسجة تحت الجلد في المرضى الذين يعانون من الوذمة اللمفية الخلقية. يشير ذلك إلى أن الورم الحليمي الركودي حالة مختلفة، سواء في الأدمة أو في منطقة تحت الجلد.

## التظاهرات

### المضاعفات
يمكن أن يسبب الالتهاب المزمن انسدادًا لمفاويًا طويل الأمد. عادةً ما يعاني المرضى من اضطرابات تظهر في العقد اللمفية الموضعية والوذمة اللمفية الأولية والقصور الوريدي المزمن. الحمرة والصدمات من عوامل الخطر الرئيسية. يمكن أن تتطور الوذمة اللمفاوية في العديد من الحالات التي تصاحبها سماكة في ثنايا الجلد وفرط التقرن والورم الحليمي. يمكن عكس الوذمة الوريدية المزمنة جزئيًا وسرعان ما تصبح قاسية، خاصةً المؤلمة منها. تتأثر جميع تراكيب الجلد. ينتج الورم الحليمي عن تمدد الأوعية اللمفاوية الجلدية. مع تقدم ركود الجلد اللمفاوي، تصبح تغيرات الجلد هذه أكثر وضوحًا وتعرف باسم داء الفيل. في بعض الأحيان، قد يصبح تليف الأنسجة وزيادة ثخانتها ملحوظًا في المراحل المتأخرة من الوذمة اللمفية وتغيب الوذمة الانطباعية. من مضاعفات الوذمة اللمفية المزمنة حدوث التهاب النسيج الخلوي المتكرر، والحمرة والتهاب الغدد اللمفاوية الجلدية.

## الأسباب
سبب حدوث الورم غير معروف. اشتبهت التحقيقات في أن السمنة وآفات الصدفية السابقة تسبب اضطرابات لمفاوية موضعية، يتبعها تطور ورم حليمي ركودي. من ناحية أخرى، قد تلعب العوامل الوراثية أو البيئية دورًا مهمًا. تكهن بعض الباحثين بأنه يمثل استجابة تحسسية لمستضد بروتين البشرة الناتج عن زيادة الضغط الهيدروستاتيكي، بينما يعتقد البعض الآخر حدوث اضطرابات في الجلد جعلته أكثر عرضة للتهيج والصدمات.
العمر عامل مهم لأنه مع تقدم بعض الناس في السن، تضعف وظيفة الأوردة التي تنقل الدم من الساقين إلى القلب. يسبب ذلك ركودة السوائل في أسفل الساقين.
السبب الأكثر أهمية لهذه الحالة هو عدم كفاية التصريف اللمفاوي، مما يتسبب في تورم الأنسجة الرخوة بسبب تراكم السوائل. يؤدي انسداد الأنسجة اللمفاوية إلى زيادة البروتينات داخل الأوعية، سيؤدي ذلك إلى زيادة إنتاج الخلايا الليفية والخلايا البدينة. يمكن أن يؤدي الانسداد اللمفاوي لأي سبب إلى زيادة كمية البروتينات في الأنسجة داخل الأوعية الدموية، إما عن طريق الضغط التناضحي للجذر أو لأنه يمتص القليل من السائل. تزيد البروتينات الإضافية من السائل الوعائي والأرومات الليفية وتعزز تكاثر الخلايا البدينة التي تنتج الأعراض السريرية للوذمة غير الحادة. قد تكون البشرة مفرطة التقرن وثؤلولية وهذا يهيئ لتشققات الأنسجة ويسمح بالعدوى الثانوية.